# Ramsey (Man)
Ramsey (Manx-Gaelisch: Rhumsaa) is een plaats op het Britse eiland Man. Het is de op een na grootste plaats, na de hoofdstad Douglas. Ook heeft het een van de grootste havens van het eiland.

## Locatie
Ramsey ligt in het noorden van het eiland Man. De hoofdstad Douglas ligt op 19 kilometer afstand in het zuiden. Op 22 kilometer in het zuidwesten ligt de op twee na grootste plaats van het eiland Peel. En de op drie na grootse plaats Castletown ligt op 31 kilometer afstand, in een van de zuidelijkste punten van Man.
De A2 verbindt Ramsey met Douglas, de A3 verbindt Ramsey met Castletown, de A9 met Andreas en de A13 met Jurby.

## Sport

### Voetbal
De voetbalclub Ramsey AFC komt uit Ramsey.

### Motorsport
De A2 en de A3 in Ramsey maken deel uit van de Snaefell Mountain Course, het stratencircuit waar jaarlijks de Isle of Man TT en de Manx Grand Prix worden verreden. Ze maakten ook deel uit van de Highroads Course en de Four Inch Course, die gebruikt werden voor de Gordon Bennett Trial en de RAC Tourist Trophy van 1904 tot 1922. Het circuit loopt door Ramsey via Lezayre Road, Parliament Square, Queen's Pier Road, May Hill, Whitegates, Stella Maris en Ramsey Hairpin.

## Galerij

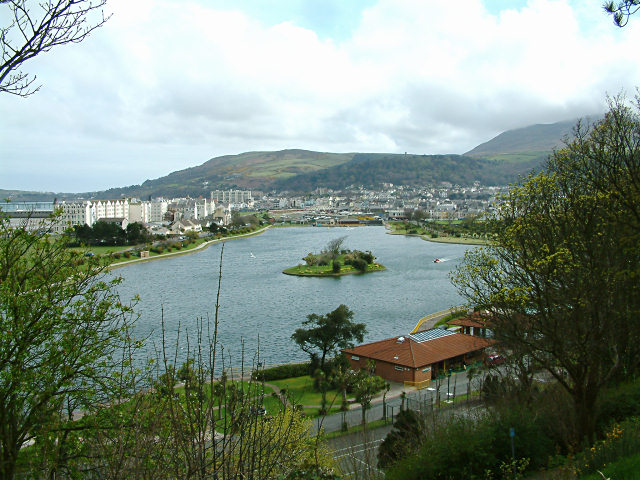
Ramsey gezien vanaf Mooragh Park
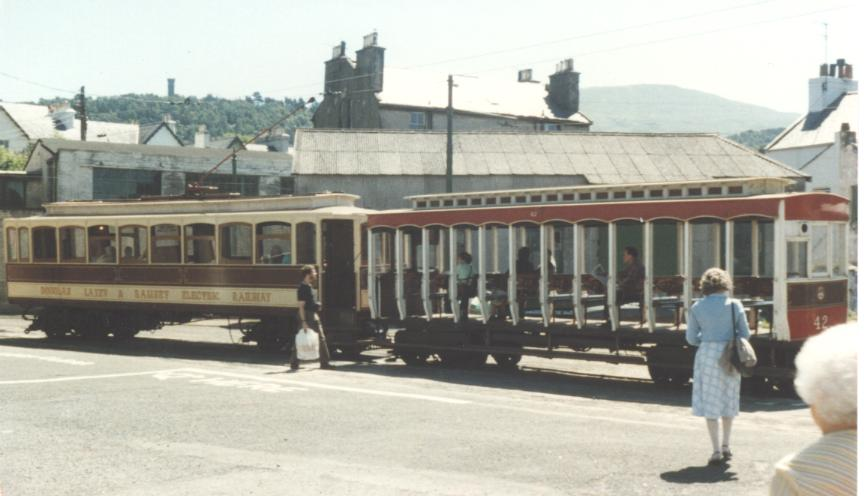
Ramsey Tram Station
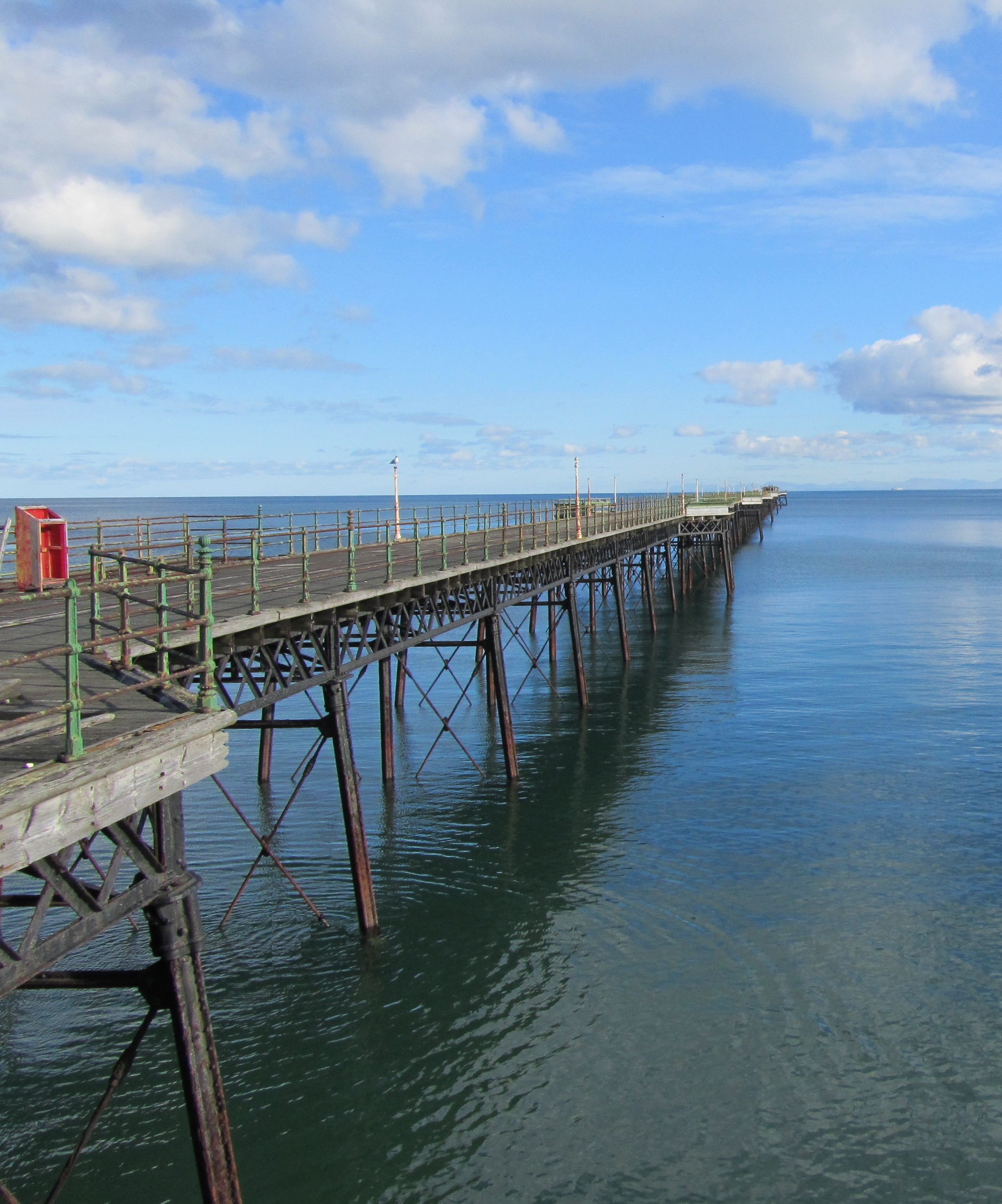
De Queen's Pier
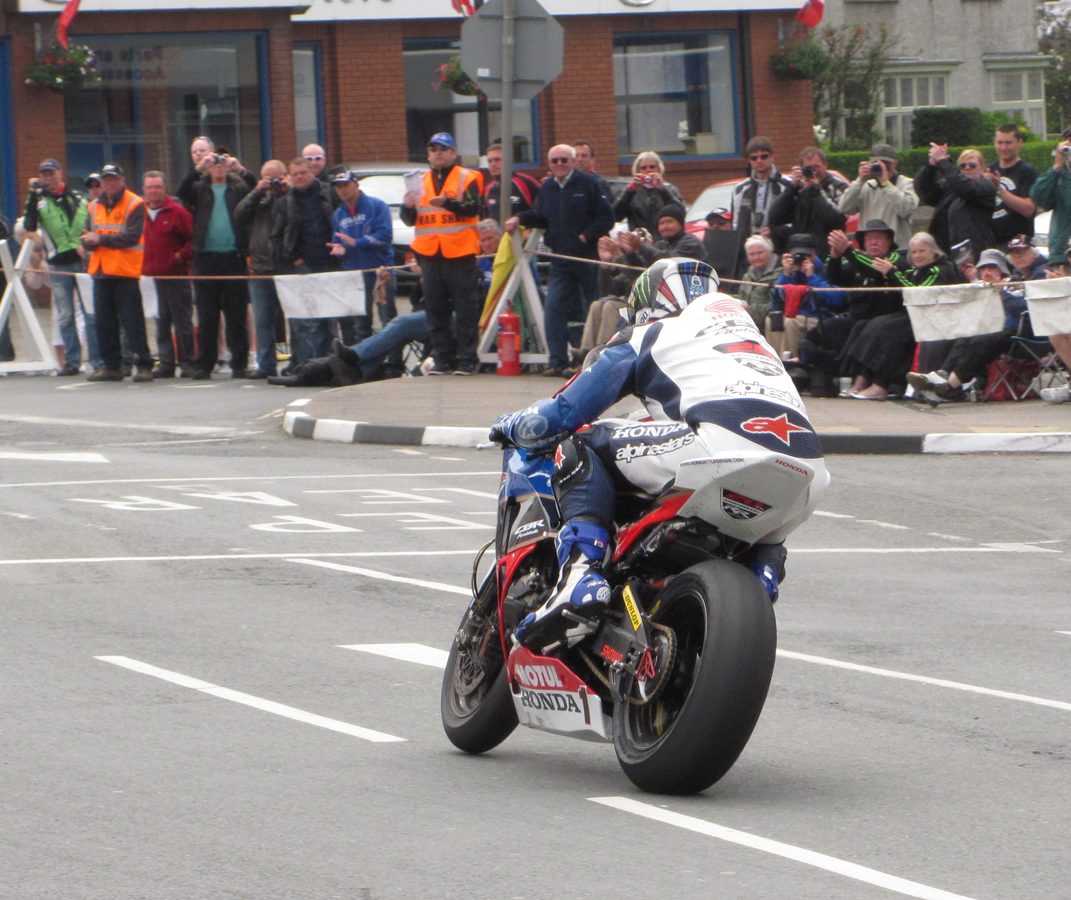
Coureur John McGuinness op Parliament Square in Ramsey